# Domagoj Bradarić
Domagoj Bradarić (Split, 10 de diciembre de 1999) es un futbolista croata que juega como defensa en el Hellas Verona F. C. de la Serie A de Italia.

## Trayectoria

### Hajduk Split
Bradarić se unió al sistema juvenil del Hajduk Split en 2007, el club de su ciudad y con el cual se formó. Para la temporada 2017/18, fue promovido al equipo de reservas, debutando un 20 de agosto de 2017 en el triunfo por 2-0 sobre Kustošija Zagreb por el arranque de la Segunda Liga de Croacia. El 28 de marzo de 2018, anotó su primer gol, en la victoria por 2-0 sobre Šibenik, ya asentado como titular en el equipo "B". Cuatro fechas más tardes marcaría su primer doblete, esta vez ante HNK Gorica.
El 18 de junio de ese año, Bradarić fue promovido al primer equipo firmando su primer contrato profesional y el 15 de septiembre hizo su debut con Hadujk Split, sustituyendo cuando faltaban diez minutos a Steliano Filip en el triunfo por 3–1 sobre Rudeš, por la liga, temporada 2018/19. Colaboró con dos asistencias en sus primeros seis partidos en la primera división croata y desde mediados de campaña portó el cintillo de capitán a sus 19 años. Al final de la temporada, la cual corresponde a su inaugural en el primer equipo del Hajduk, Bradarić fue incluido el equipo ideal del campeonato.

### Lille
Luego de 12 años con el Hajduk Split, el 19 de julio de 2019, firmó un contrato de cinco años con el Lille O. S. C. de Francia. El monto de la transferencia fue de 6.5 millones de euros más dos millones en bonus potenciales y un 10% de plusvalía por una posible reventa. El 11 de agosto debutó en el arranque de la liga francesa, jugando de titular en la banda izquierda en el triunfo por 2-0 sobre el F. C. Nantes.

### Italia
Después de tres años en Francia, el 15 de julio de 2022 fue traspasado a la U. S. Salernitana 1919, equipo con el que firmó hasta 2026. Con este equipo jugó 71 partidos, en los que dio seis asistencias, y en agosto de 2024 fue cedido al Hellas Verona F. C. Un año después regresó al club veronés, ya en propiedad, y firmó hasta 2028.

## Selección nacional
Forma parte de la selección de fútbol de Croacia en la categoría sub-21, con la cual suma 10 encuentros, dos de ellos válidos para la Eurocopa Sub-21 de 2019. De igual forma ha sido internacional en las categorías sub-16 (1 partido), sub-18 (1 p.) y sub-19 (1 p.).
El 7 de octubre de 2020 debutó con la absoluta en un amistoso ante Suiza que ganaron por 1-2.

### Participación en Eurocopas
| Torneo                  | Sede                | Resultado        | Partidos | Goles |
| ----------------------- | ------------------- | ---------------- | -------- | ----- |
| Eurocopa Sub-21 de 2019 | Italia · San Marino | Fase de grupos   | 2        | 0     |
| Eurocopa 2020           | Europa              | Octavos de final | 0        | 0     |

## Clubes y estadísticas
Actualizado el 25 de mayo de 2025.
| H. N. K. Hajduk Split II · Croacia | 2017-18       | 2.ª           | 28  | 4 | —  | — | —  | — | 28  | 4 |
| H. N. K. Hajduk Split II · Croacia | 2018-19       | 2.ª           | 7   | 1 | —  | — | —  | — | 7   | 1 |
| H. N. K. Hajduk Split II · Croacia | Total club    | Total club    | 35  | 5 | 0  | 0 | 0  | 0 | 35  | 5 |
| H. N. K. Hajduk Split · Croacia | 2017-18       | 1.ª           | 0   | 0 | 0  | 0 | 0  | 0 | 0   | 0 |
| H. N. K. Hajduk Split · Croacia | 2018-19       | 1.ª           | 22  | 0 | 2  | 0 | 0  | 0 | 24  | 0 |
| H. N. K. Hajduk Split · Croacia | 2019-20       | 1.ª           | 0   | 0 | 0  | 0 | 1  | 0 | 1   | 0 |
| H. N. K. Hajduk Split · Croacia | Total club    | Total club    | 22  | 0 | 2  | 0 | 1  | 0 | 25  | 0 |
| Lille O. S. C. Francia | 2019-20       | 1.ª           | 18  | 0 | 3  | 0 | 3  | 0 | 24  | 0 |
| Lille O. S. C. Francia | 2020-21       | 1.ª           | 26  | 1 | 3  | 0 | 7  | 0 | 36  | 1 |
| Lille O. S. C. Francia | 2021-22       | 1.ª           | 15  | 0 | 1  | 0 | 1  | 0 | 17  | 0 |
| Lille O. S. C. Francia | Total club    | Total club    | 59  | 1 | 7  | 0 | 11 | 0 | 77  | 1 |
| U. S. Salernitana 1919 · Italia | 2022-23       | 1.ª           | 31  | 0 | 0  | 0 | —  | — | 31  | 0 |
| U. S. Salernitana 1919 · Italia | 2023-24       | 1.ª           | 34  | 0 | 3  | 0 | —  | — | 37  | 0 |
| U. S. Salernitana 1919 · Italia | 2024-25       | 2.ª           | 2   | 0 | 1  | 0 | —  | — | 3   | 0 |
| U. S. Salernitana 1919 · Italia | Total club    | Total club    | 67  | 0 | 4  | 0 | 0  | 0 | 71  | 0 |
| Hellas Verona F. C. · Italia | 2024-25       | 1.ª           | 28  | 1 | —  | — | —  | — | 28  | 1 |
| Hellas Verona F. C. · Italia | 2025-26       | 1.ª           | 0   | 0 | 0  | 0 | —  | — | 0   | 0 |
| Hellas Verona F. C. · Italia | Total club    | Total club    | 28  | 1 | 0  | 0 | 0  | 0 | 28  | 1 |
| Total carrera | Total carrera | Total carrera | 211 | 7 | 13 | 0 | 12 | 0 | 236 | 7 |
| (1)Incluye datos de la Copa de Croacia (2018/19), la Copa de la Liga de Francia (2019/20) y la Copa de Francia (2019/20). (2)Incluye datos de la Liga Europa de la UEFA (2019/20) y la Liga de Campeones de la UEFA (2019/20). |               |               |     |   |    |   |    |   |     |   |

## Palmarés

### Campeonatos nacionales
| Título               | Club           | País    | Año     |
| -------------------- | -------------- | ------- | ------- |
| Ligue 1              | Lille O. S. C. | Francia | 2020-21 |
| Supercopa de Francia | Lille O. S. C. | Francia | 2021    |